# Емануил Беев
Емануил Беев е български духовник и революционер, деец на Вътрешна македоно-одринска революционна организация в Тракия.

## Биография
Беев е роден в 1858 година в пашмаклийското село Карлуково, тогава в Османската империя, днес Славейно, България. Учи до ІІ клас в Устово. В 1873 – 1876 година е учител. В 1884 г. е ръкоположен за свещеник в Устово при освещаването на църквата „Свети Никола“.
Служи в родното си село. От 1891 до 1898 и от 1906 до 1913 година е екзархийски архиерейски наместник на Ахъчелебийска каза. Развива революционна дейност. Заловен е от властите, осъден и лежи в Одринския затвор през 1901 година. Освободен е след като американския посланик Чарлс М. Дикинсън лично се застъпва за него.Служи   в Райково, а от 1914 до 1926 г. отново в Карлуково. Умира през 1927 година.